# Peptid
A peptidek (a görög πεπτίδια, „kis emészthető” szóból) meghatározott sorrendben összekapcsolódó α-aminosavakból felépülő rövid polimerek. A két aminosavmaradék között amidkötés vagy más néven peptidkötés alakul ki. A peptid fogalmát elsőként Emil Fischer használta 1902-ben.
A fehérjék polipeptid molekulák (vagy több polipeptid alegységből felépülő szerkezetek). A peptidek és fehérjék között az a különbség, hogy a peptidek rövidek, míg a polipeptidek/fehérjék hosszúak. Ezek meghatározására számos különböző konvenció létezik, melyek mindegyikének megvannak a maga nüanszai.

## Konvenciók
Az egyik konvenció, hogy az olyan peptidláncot, amely elég rövid ahhoz, hogy a peptidet felépítő aminosavakból szintetikusan elő lehessen állítani, nem fehérjének, hanem peptidnek nevezzük. A hatékonyabb szintézismódszerek kifejlesztésével azonban már több száz aminosavból álló peptidek is készíthetők, melyek akár teljes fehérjék is lehetnek (ilyen például az ubikvitin). A natív kémiai ligáció még hosszabb fehérjék szintézisét tette lehetővé, így ez a konvenció túlhaladottnak tűnik.
Egy másik konvenció egy rugalmas határvonalat húz körülbelül 50 aminosav hosszúságnál (egyesek a határt ennél rövidebbnek tekintik), ez a definíció azonban némileg önkényes. Ez alapján a hosszú peptidek, mint például az Alzheimer-kórhoz kötődő béta-amiloid peptid, fehérjéknek tekinthetők, míg a kis fehérjék, például az inzulin, a peptidek közé tartozik.

## A peptidek csoportosítása

### Keletkezésük szerint
A peptidek – keletkezésük szerint – az alábbi csoportokba sorolhatók:

#### Tejpeptidek
A tejpeptidek a tejfehérjékből keletkeznek enzimatikus lebontás során, emésztőenzimek vagy a tej erjedésekor a tejsavbaktériumok által termelt proteinázok hatására. Több tejpeptid állatokban és klinikai vizsgálatokban vérnyomáscsökkentő hatásúnak bizonyult.

#### Riboszomális peptidek
A riboszomális peptidek az mRNS-ek transzlációja során szintetizálódnak. A mature forma keletkezéséhez gyakran proteolízisen mennek keresztül.  Jellemzően magasabb rendű élőlényekben hormon és jelző molekula funkcióval rendelkeznek. Egyes organizmusok antibiotikum peptideket, például mikrocineket állítanak elő. Mivel a riboszomális peptidek transzláció révén keletkeznek, a lehetséges aminosavmaradékok köre a riboszóma számára elérhető aminosavakra korlátozódik. Ugyanakkor ezeken a peptideken gyakran történik poszttranszlációs módosítás, például foszforilálás, hidroxilálás, szulfonálás, palmitilálás, glikozilálás és diszulfid képződés. Molekulájuk általában lineáris, de lasszó alakú szerkezet is ismert. Egzotikusabb átalakulás is történhet, ilyen például az L-aminosavak D-aminosavvá történő racemizációja a kacsacsőrű emlős mérgében.

#### Nem riboszomális peptidek
Ezeket a peptideket nem a riboszóma, hanem az adott peptidre specifikus enzim hozza létre. A leggyakoribb nem riboszomális peptid a glutation, amely a legtöbb aerob élőlény antioxidáns védelmének egyik tagja. Más nem riboszomális peptidek leggyakrabban egysejtűekben, növényekben és gombákban fordulnak elő, ezeket moduláris enzimkomplexek szintetizálják, ezek neve nem riboszomális peptid szintetáz. Ezek a komplexek gyakran hasonló módon épülnek fel, és számos különböző modult tartalmazhatnak, melyekkel sokféle kémiai módosítást végezhetnek a készülő molekulán. Ezek a peptidek gyakran gyűrűs szerkezetűek, rendkívül összetett gyűrűs szerkezeteket is tartalmazhatnak, bár a lineáris nem riboszomális peptidek is gyakoriak. Mivel a rendszer szorosan kapcsolódik a zsírsavakat és poliketideket felépítő mechanizmussal, sokszor fordulnak elő hibrid vegyületek is. Oxazolok, tiazolok jelenléte gyakran arra utal, hogy a vegyület ilyen módon szintetizálódott.

#### Peptonok
A peptonok állatok tejéből vagy húsából származnak, melyeket fehérjebontó enzimekkel emésztenek. Az így kapott porlasztva szárított anyag kis peptideken kívül zsírokat, fémeket, sókat, vitaminokat és sok más biológiai vegyületet is tartalmaz. A peptonokat táptalajként alkalmazzák baktériumok és gombák tényésztéséhez.

#### Peptid töredékek
A peptid töredékek fehérjék olyan fragmensei, melyeket az eredeti fehérje azonosítására és mennyiségi meghatározására használnak. Ezek a peptid töredékek sokszor kontrollált mintán laboratóriumban végzett enzimatikus bontás termékei, de lehetnek törvényszéki vagy paleontológiai minták is, melyek természetes hatások következtében bomlottak le.

### Hosszúság szerint
A peptidek csoportosíthatók az őket felépítő aminosavegységek száma alapján is, meg kell azonban jegyezni, hogy a hosszabb láncú peptidek esetén a besorolás sokszor nem egyértelmű, mert az oligo- és polipeptidek, valamint a polipeptidek és fehérjék közötti határ nem éles, az itt megadott lánchosszak csak egy durva közelítő értékek.

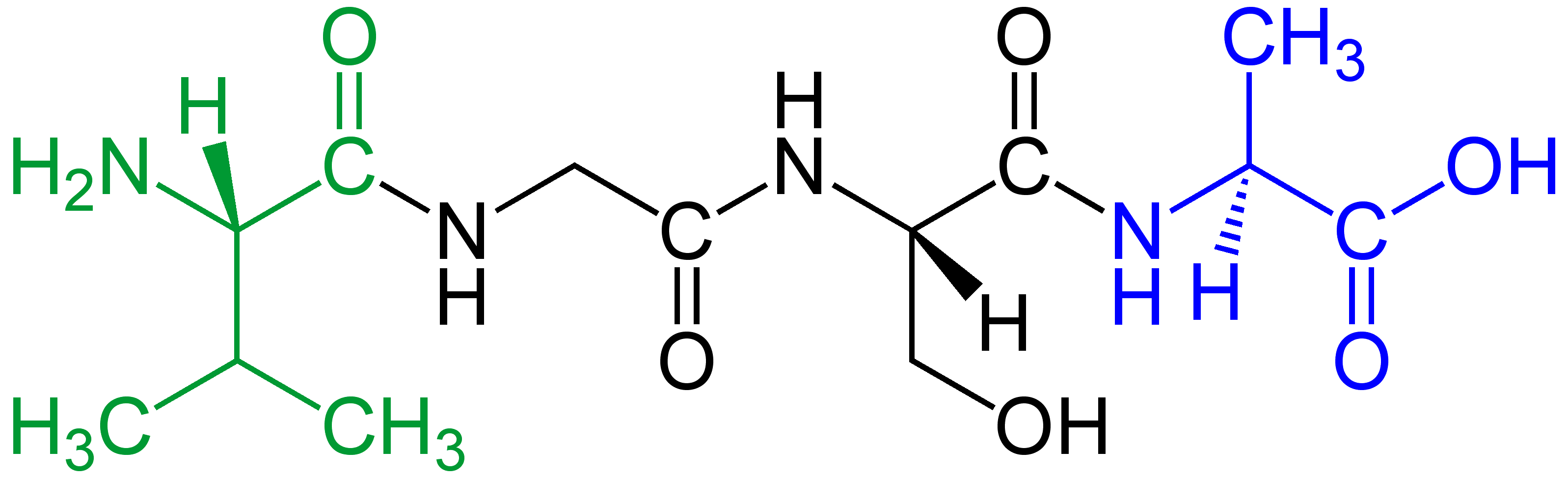
Tetrapeptid

#### Oligopeptidek
Az oligopeptidek legfeljebb 10 aminosavból álló peptidek. Azt, hogy pontosan hány aminsavegységből épül fel a peptid, a peptid szó elé tett sokszorozó előtaggal jelezhetjük (di-, tri-, tetra-, penta-, hexa-, hepta-, okta-, nona-, deka-):
- dipeptid – 2 aminosavból álló peptid (például az aszpartám)
- tripeptid – 3 aminosavból álló peptid (például a glutation)

és így tovább.
Pentapeptid például az enkefalin, oktapeptid az angiotenzin II, nonapeptid az oxitocin és a vazopresszin, dekapeptid a gonadotropin releasing hormon és az angiotenzin I.

#### Polipeptidek
A polipeptidek 10-nél több aminosavegységből álló peptidek. A fehérjék polipeptid molekulák (vagy több polipeptid alegységből felépülő szerkezetek). A peptidek és fehérjék között az a különbség, hogy a peptidek rövidek, míg a polipeptidek/fehérjék hosszúak. Ezek meghatározására számos különböző konvenció létezik, melyek mindegyikének megvannak a maga nüanszai.

#### Makropeptidek
A makropeptidek 100-nál több aminosavegységből álló peptidek.

#### Gyűrűs peptidek
A gyűrűs peptidekben két, három vagy több aminosav alkot egy gyűrűt, így a peptidláncnak nincs C- vagy N-terminálisa. Minden gyűrűs peptid egyben laktám is. A legegyszerűbb gyűrűs peptidek a 2,5-diketopiperazinok.

## A peptidek szerkezete

A peptidkötés rezonanciaszerkezete

Az aminosavak kondenzációs reakciójában az egyik aminosav karboxilcsoportja a másik aminosav amincsoportjával vízkilépés közben reagál, melynek során –CO–NH– karbonsavamid (peptidkötés) keletkezik. A peptid egyik végén levő szabad amincsoport neve N-terminális, a peptidlánc másik végén levő szabad karboxilcsoport pedig a C-terminális.
A C–N kötés kettős kötés jellege következtében a kötés körüli rotáció gátolt, a peptidkötés atomjai egy síkban helyezkednek el.

## Peptidszintézis

Rink amid gyantán végzett szilárd fázisú peptidszintézis Fmoc-α-amin-védett aminosav felhasználásával

## Peptidek a molekuláris biológiában
A peptidek az utóbbi időben több ok miatt is nagy figyelmet kaptak a molekuláris biológiában. Az első és legfontosabb, hogy a peptidekből anélkül hozhatók létre peptid antitestek állatokban, hogy a kérdéses proteint meg kellene tisztítani. Ily módon szintetizálhatók a kérdéses fehérjei szakaszainak peptid antigénjei, melyekből aztán nyúlban vagy egérben a proteinnel szemben antitest állítható elő.
Egy további ok, hogy a peptidek tömegspektrometriásan vizsgálhatóvá váltak, ezáltal a vizsgált proteinek azonosíthatók peptidtömegük és -szekvenciájuk alapján. Ilyenkor a peptideket többnyire a proteinek elektroforetikus elválasztásával, majd gélben emésztéssel állítják elő.
Az utóbbi időben a peptideket a proteinek szerkezetének és funkciójának vizsgálatában is használják. A szintetikus peptideket például próbaként lehet használni, hogy vizsgálják, történik-e protein-peptid kölcsönhatás.
Gátló peptideket a klinikai kutatásokban is használnak, hogy tanulmányozzák a peptidek rákfehérjékre és más betegségekre kifejtett gátló hatását.

## Jól ismert humán peptidcsaládok
Az ebben a részben felsorolt peptidcsaládok riboszomális peptidek, többnyire hormonális aktivitással. Ezeket a peptideket a sejtek hosszabb „propeptidek” vagy „proproteinek” formájában szintetizálják, melyek a sejtből történő kilépés előtt rövidülnek meg. Ezek a peptidek a véráramba ürülnek, és ott végzik el hírvivő funkciójukat.

### Tachykinin peptidek
- P-anyag (Substance P)
- Kassinin
- Neurokinin A
- Eledoisin
- Neurokinin B

### Vazoaktív intesztinális peptidek
- Vazoaktív intesztinális peptid (VIP)
- Hipofízis adenilát-cikláz aktiváló polipeptid (PACAP)
- Peptid hisztidin-izoleucin 27 (PHI 27)
- Növekedési hormon releasing hormon 1-24 (GHRH 1-24)
- Glukagon
- Szekretin

### Hasnyálmirigy polipeptidek
- Neuropeptid Y (NPY)
- YY peptid (PYY)
- APP (Avian Pancreatic Polypeptide)
- Pancreas polipeptid (PPY)

### Opioid peptidek
- Proopiomelanokortin (POMC]) peptidek
- Enkefalin pentapeptidek
- Prodinorfin peptidek

### Kalcitonin peptidek
- Kalcitonin
- Amilin
- AGG01

### Egyéb peptidek
- agyi nátriuretikus peptid vagy B típusú nátriuretikus peptid (BNP) – a szívizomban termelődik, az orvosi diagnosztikában használható
- Laktotripeptidek – A laktotripeptidek csökkenthetik a vérnyomást,[14][15][16] bár a bizonyítékok nem egyértelműek.[17]